# Horrea Agrippiana
Gli Horrea Agrippiana ("magazzini di Agrippa") erano un grande edificio posto nei pressi del Foro Romano, dove il Vicus Tuscus (la strada che prese nome dalla colonia etrusca giunta a Roma con Tarquinio il Superbo) si avvia verso il Velabro.
Il grande edificio, contiguo alla chiesa di Santa Maria Antiqua e al gruppo di edifici domizianei, venne fatto costruire da Marco Vipsanio Agrippa in età augustea e fungeva da deposito del grano.
Un'iscrizione ricorda la dedica di tre mercanti ad Agrippa stesso e al suo genio. Un'altra iscrizione rinvenuta in situ su una base di statua cita gli horrea Agrippiana.
L'edificio si articolava attorno a un grande cortile e sulla via era circondato dalle tabernae (botteghe). 
Questa zona era infatti una delle più febbrili per l'economia, ricchissima di botteghe e imprese commerciali di ogni genere.